# Fostaborg (schip, 2012)
De Fostaborg is een veerboot die vaart op het traject Holwerd-Ameland.
Het schip is gebouwd als Whale of the waves bij Jongert Werf in Wieringerwerf, overgenomen door Wagenborg onder de naam Waterlines als crew transfer vessel, vervolgens omgebouwd tot snelboot voor passagiersvervoer.